# Kip Carpenter
Kip Carpenter (n. 30 aprilie 1979, Kalamazoo, Michigan, SUA) este un patinator de viteză ce a reprezentat Statele Unite ale Americii, medaliat olimpic. A participat la 2 ediții ale Jocurilor Olimpice (2002, 2006) în care a câștigat o medalie de aur.